# Tragedia Neptuna
Tragedia Neptuna (ang. Gray Lady Down) – amerykański film katastroficzny z 1978 roku w reżyserii Davida Greene'a. Adaptacja powieści Davida Lavallee'a z 1971 roku pt. Event 1000. 

## Opis fabuły
Na skutek zderzenia z norweskim frachtowcem amerykański okręt podwodny o napędzie atomowym USS "Neptun" tonie i ciężko uszkodzony osiada na niestabilnym dnie. Dowództwo US Navy niezwłocznie podejmuje akcję ratowniczą, w wyniku której, dzięki użyciu specjalistycznego pojazdu ratunkowego spora część załogi zostaje uratowana. Nie obywa się jednak bez ofiar – podczas akcji ginie przygnieciony przez "Neptuna" kpt.  Gates, który poświęcając życie, swoim małym podwodnym pojazdem w decydującej chwili podpiera zsuwający się z nawisu skalnego okręt. 

## Obsada aktorska
- Charlton Heston – kpt. Paul Blanchard
- David Carradine – kpt. Don Gates
- Stacy Keach – kpt. Hal Bennett
- Ned Beatty – Mickey
- Stephen McHattie – por. Danny Murphy
- Ronny Cox – kapitan David Samuelson
- Dorian Harewood – por. Fowler
- Rosemary Forsyth – Vickie Blanchard
- Hilly Hicks – sanitariusz Page
- Charles Cioffi – wiceadmirał Michael Barnes
- William Jordan – Waters
- Jack Rader – Harkness
- Michael O'Keefe – radiotelegrafista Harris
- Charlie Robinson – McAllister
- Christopher Reeve – por. Phillips

i inni.